# Melody Howard
Melody Howard (2 aprile 1972) è un'ex cestista statunitense, professionista nella ABL.

## Carriera
Con gli Stati Uniti ha disputato due edizioni delle Universiadi (Buffalo 1993, Fukuoka 1995).